# Contea di Litchfield
La contea di Litchfield (in inglese Litchfield County) è una contea posta nell'area nord-occidentale dello Stato del Connecticut negli Stati Uniti. È parte dell'area metropolitana di New York. È la contea con la minor densità abitativa del Connecticut e anche quella con la superficie più ampia.
Come per le altre contee dello Stato del Connecticut la contea di Litchfield rappresenta solo una divisione geografica del territorio dello Stato e non ha alcuna funzione amministrativa.

## Geografia fisica
Il territorio è prevalentemente collinare essendo interessato dai rilievi delle Litchfield Hills e scarsamento popolato in netto contrasto con le aree più urbanizzate dello Stato. Il punto più alto del Connecticut si trova in questa contea, Mount Frissell (725 m). Il fiume principale è l'Housatonic che scorre nell'area orientale. Tra i suoi affluenti sono da ricordare il Naugatuck e lo Shepaug. Numerosi sono i laghi naturali ed artificiali. Tra questi sono da ricordare il Candlewood Lake al confine con la contea di Fairfield e la Barkhamsted Reservoir al confine con la contea di Hartford.
La città principale è Torrington, posta sul fiume Nagatuck al centro della contea, non lontana dalla storica cittadina di Litchfield. Altro grosso centro nel sud-est è Watertown.

### Contee confinanti[3]
- Contea di Berkshire (Massachusetts) - nord
- Contea di Hampden (Massachusetts) - nord-est
- Contea di Hartford - est
- Contea di New Haven - sud-est
- Contea di Fairfield - sud
- Contea di Dutchess - ovest

## Storia
Nel XVII secolo l'area era abitata dai nativi Mahican e Wappinger. e La contea di Litchfield fu costituita il 7 ottobre 1751 e deve il suo nome a Litchfield in Inghilterra.

## Comuni
City
- Torrington

Town
- Barkhamsted
- Bethlehem
- Bridgewater
- Canaan
- Colebrook
- Cornwall
- Goshen
- Harwinton
- Kent
- Litchfield
- Morris
- New Hartford
- New Milford
- Norfolk
- North Canaan
- Plymouth
- Roxbury
- Salisbury
- Sharon
- Thomaston
- Warren
- Washington
- Watertown
- Winchester
- Woodbury

Borough
- Bantam
- Litchfield

CDP
- Canaan Village
- Falls Village
- New Preston
- Northwest Harwinton
- Oakville
- Terryville
- Winsted